# Старые песни о главном. Постскриптум
«Старые песни о главном. Постскриптум» — четвёртый и последний музыкальный фильм из известного телевизионного цикла. Был показан в ночь с 31 декабря 2000 года на 1 января 2001 года на ОРТ и на Украинском канале «1+1».

## Сюжет
Действие происходит в волшебном отеле, где все постояльцы сдают свои часы господину Портье, как требуют правила. Каждый номер отеля — это число, обозначающее год, когда песня была спета впервые, а постоялец — исполнитель песни. При этом фильм охватывает песни разных эпох XX века: с 1930-х годов по 1990-е. Главная героиня — служанка, которая не сдала часы, в которых живёт зелёный кузнечик, обладатель неповторимой мелодии. За служанкой приударивает господин Управляющий, даже делает ей предложение, но она ему отказывает. Но вскоре он узнаёт о мелодии и решается повторить её, чтобы продать господину Продюсеру, прибывшему в отель по воле судьбы и ищущему ту самую песню.

## В ролях
- Елена Корикова — горничная, будущая певица
- Андрей Ургант — портье
- Виктор Сухоруков — управляющий
- Юрий Гальцев — продюсер
- Нина Усатова — кухарка
- Семён Фурман — бармен / султан
- Михаил Трясоруков — коридорный
- Семён Стругачёв — дирижёр
- Алексей Барабаш — посыльный
- Александр Буйнов — гость из Америки
- Лайма Вайкуле — постоялица-«амфибия»
- «Мумий Тролль» — «битлы»
- Татьяна Буланова — француженка мадам Падам (аллюзия на Эдит Пиаф)
- Валерий Меладзе — поэт-песенник
- Игорь Николаев — гость из Швеции (аллюзия на Бенни Андерссона)
- Кристина Орбакайте — гостья из Швеции (аллюзия на Агнету Фельтског)
- Марина Хлебникова — гостья из Швеции (аллюзия на Анни-Фрид Лингстад)
- Дмитрий Маликов — гость из Швеции (аллюзия на Бьорна Ульвеуса)
- Олег Газманов — итальянский певец (аллюзия на Аль Бано)
- Лолита Милявская — итальянская певица (аллюзия на Ромину Пауэр)
- Леонид Агутин — Костя, моряк из Одессы
- Валерий Леонтьев — одинокий француз
- Алла Пугачёва — камео
- Максим Леонидов — король рок-н-ролла (аллюзия на Элвиса Пресли)
- Анжелика Варум — джаз-дива (аллюзия на Мэрилин Монро)
- Владимир Кузьмин — советский певец из воспоминаний кухарки
- Людмила Гурченко — таинственная постоялица
- Николай Носков — лётчик
- Валерия — гостья, потерявшая туфельку
- «Иванушки International» — «стиляги» в костюмах Дедов Морозов
- Николай Фоменко — киногерой (аллюзия на Андрея Миронова)
- Лариса Долина — эстрадная певица (аллюзия на Уитни Хьюстон)
- Николай Расторгуев — придворный певец султана
- Александр Цекало — жених-украинец
- Наташа Королёва — невеста-украинка, постоянно дурящая жениха
- Филипп Киркоров — уборщик

## CD-издание
1. Александр Буйнов — «Let My People Go»
2. Лайма Вайкуле — «Эй, моряк» (из к/ф «Человек-амфибия»)
3. Мумий Тролль — «Twist and Shout»
4. Татьяна Буланова — «Padam Padam»
5. Валерий Меладзе — «Свадьба»
6. Кристина Орбакайте, Марина Хлебникова, Игорь Николаев, Дмитрий Маликов — «Dancing Queen»
7. Олег Газманов, Лолита — «Felicita»
8. Леонид Агутин — «Шаланды, полные кефали»
9. Валерий Леонтьев — «Une Vie D’Amour» (из к/ф «Тегеран-43»)
10. Алла Пугачёва — «Голубка»
11. Максим Леонидов — «Blue Suede Shoes»
12. Анжелика Варум — «I Wanna Be Loved By You»
13. Владимир Кузьмин — «Королева красоты»
14. Людмила Гурченко — «Хочешь?» (песня была записана Земфирой в 1999 году и соответственно не могла иметь отношения к данному проекту, но была включена)
15. Николай Носков — «Полёт на дельтаплане»
16. Валерия — «Город детства»
17. Иванушки International — «Последняя электричка»
18. Николай Фоменко — «Белеет мой парус» (из к/ф «12 стульев»)
19. Лариса Долина — «I Will Always Love You» (из к/ф «Телохранитель» из репертуара Долли Партон и Уитни Хьюстон)
20. Николай Расторгуев — «Я вспоминаю»
21. Наташа Королёва, Александр Цекало — «Ти ж мене підманула»
22. Филипп Киркоров — «Livin’ la Vida Loca» (из репертуара Рикки Мартина)
23. Елена Воробей — «Звёздный час»

## Награды
- В 2001 году мюзикл номинировался на премию «ТЭФИ 2001» в номинации «Музыка на телевидении»[4].

## Критика
Кинокритик Кирилл Разлогов так оценил фильм: «На киноассоциациях по-прежнему паразитировали „Старые песни о главном“ и их совсем уже выдохшийся постскриптум». Музыкальный критик Алексей Мажаев отозвался о фильме следующим образом:

«Дорогой Константин Львович, не надо больше «Старых песен». Они себя исчерпали. Мы найдем новые источники радостей. <…> Авторам не удалось объединить в единую концепцию два десятка песен разных жанров, стран и десятилетий. Мировое музыкальное наследие вело себя как попало: любители рок-н-ролла зевали под французские шансоны в исполнении Булановой и Леонтьева, а домохозяйки, воспитанные на «Дельтаплане», недоумевали при звуках «Let My People Go» (Александр Буйнов) и «I Wanna Be Loved by You» (Анжелика Варум), поклонники Земфиры плохо переносили гримаски Гурченко («Хочешь?»). Приятно удивило весьма пристойное исполнение иностранных песен почти всеми, кому это доверили. Николай Носков спел «Полёт на дельтаплане» неотличимо от Леонтьева, а скромный голос Олега Газманова оказался точной копией вокала Аль Бано. Наконец, «новый» вокалист «Мумий Тролля» Юрий Цалер проорал битловскую «Twist And Shout» с нечеловеческим драйвом, который не смогло испортить даже мяуканье Ильи Лагутенко. А хуже всего у наших звезд получились самые древние песни. Леонид Агутин пел «Шаланды» в образе разбитного шофёра из первых «Старых песен», но забыл узнать, как правильно произносится слово «Одесса», Лайма Вайкуле изменила слова в «Эй, моряк!», отчего композиция обогатилась нетленной рифмой «разлюбить-любить». А Наташе Королевой и Александру Цекало так надоели ссылки на их украинское происхождение, что они исполнили дуэт «Ти ж мене підманула» ну безо всякого удовольствия»
 В интервью журналу «Итоги» создатель фильма Константин Эрнст заявил:

«В прошлом году мы сделали очень красивый и дорогой проект – «Старые песни о главном. Постскриптум». Но людей, которые должны были получить от него настоящее удовольствие, просто не было дома, они не смотрели телевизор. А те, кто остался у экрана, хотели чего-то другого. Вот в этом году мы это «что-то другое» и показываем»